# Бершин, Ефим Львович
Ефим Львович Бершин (при рождении Беренштейн; род. 16 октября 1951, Тирасполь, Молдавская ССР) — русский поэт, прозаик, журналист.

## Биография
Окончил факультет журналистики Московского государственного университета (1979). В 1979—1983 годах работал в газете «Красное знамя» (Сыктывкар). Был военным корреспондентом «Литературной газеты» во время военных действий в Приднестровье (1992) и Чечне (1996). Работал в редакции «Литературной газеты» (1991—1999), вёл поэтическую страницу в газете «Советский цирк» (1985—1991).
Дебютировал стихотворениями в газете «Комсомольская правда» (1981), затем большой подборкой в журнале «Юность» в 1987 году. Публиковался в «Литературной газете», журналах «Новый мир», «Дружба народов», «Континент», «Стрелец», «Юность», «45-я параллель», «Крещатик», «Интерпоэзия», «Знамя». Автор стихотворных сборников «Снег над Печорой», «Острова», «Осколок», «Миллениум», «Поводырь дождя», «Мёртвое море», романов «Маски духа» и «Ассистент клоуна», художественно-документальной повести «Дикое поле» о войне в Приднестровье. Написал воспоминания о поэтах Юрии Левитанском, Борисе Чичибабине, Евгении Блажеевском, Инне Лиснянской, Семёне Липкине.. Переводил на русский язык стихи Яны Джин.
Живёт в Москве. Член Союза писателей СССР (1991) и Союза писателей Москвы. Лауреат премии журнала «Дети Ра» (2018), «Антоновка 40+» (2019), журнала «Дружба народов» (2021).
В 2012—2022 годах был женат на прозаике Елене Черниковой.

## Книги
- Острова. М.: Паритет, 1992.
- Осколок. М.: О.Г.И, 2001.
- Дикое поле. Приднестровский разлом. М.: Текст, 2002. — 191 с.[14]
- Маски духа (роман). Нижний Новгород: ДЕКОМ, 2007.[15]
- Поводырь дождя. Сиэтл: CreateSpace, 2013.
- Гранёный воздух. СПб.: Аничков мост, 2016[16].
- Маски духа. М.: Эксмо, 2018[17].
- Мёртвое море. СПб.: Алетейя, 2021